# Адиафористские споры
Адиафористские споры (от др.-греч. αδιαφορα — безразличное) в истории Реформации — разногласия относительно некоторых обрядов и обычаев в церковной жизни, которые, как «безразличные», могут быть соблюдаемы или нет, не нарушая слова Библии. На Лейпцигском интериме в 1548 году Меланхтон согласился на некоторые уступки католикам в таких элементах культа, которые считал «безразличными», но гнесиолютеране во главе с Матвеем Флацием их не признали. Около тридцати лет длился спор между ортодоксальными лютеранами и адиафористами и кончился лишь в 1576 году «Формулой Согласия».
Второй адиафорический спор имел место между ортодоксальными лютеранами и пиетистами типа Шпенера и касался вопроса относительно допустимости для христиан посещения театра, участия в играх и танцах. Лютеране считали вышеназванные действия «безразличными» в религиозно-этическом отношении и поэтому позволительными для христиан, пиетисты же утверждали, что, с точки зрения этики, нет деяний безразличных, и поэтому вышеуказанные действия недопустимы для христиан.